# Trouble (альбом Whitesnake)
Trouble — дебютний студійний альбом британського рок-гурту Whitesnake, випущений 1978 року. Того ж року альбом досяг 50-го місця у чартах Великої Британії.

## Список композицій
| #   | Назва                           | Автор                    | Тривалість |
| --- | ------------------------------- | ------------------------ | ---------- |
| 1.  | «Take Me With You»              | Ковердейл, Муді          | 4:45       |
| 2.  | «Love to Keep You Warm»         | Ковердейл                | 3:40       |
| 3.  | «Lie Down (A Modern Love Song)» | Ковердейл, Муді          | 3:10       |
| 4.  | «Day Tripper»                   | Леннон                   | 3:45       |
| 5.  | «Nighthawk (Vampire Blues)»     | Ковердейл, Марсден       | 3:30       |
| 6.  | «The Time Is Right for Love»    | Ковердейл, Марсден, Муді | 3:22       |
| 7.  | «Trouble»                       | Ковердейл, Марсден       | 4:47       |
| 8.  | «Belgian Tom's Hat Trick»       | Муді                     | 3:23       |
| 9.  | «Free Flight»                   | Ковердейл, Марсден       | 4:03       |
| 10. | «Don't Mess with Me»            | Whitesnake               | 3:14       |